# Damian Rzepecki
Damian Rzepecki (ur. 23 listopada 2001 w Piotrkowie Trybunalskim) – polski zawodnik mieszanych sztuk walki (MMA). Od 23 listopada 2024 roku mistrz organizacji FEN w wadze lekkiej.

## Kariera MMA

### Wczesna kariera
Pierwsze dwie wygrane zawodowe walki stoczył na dwóch galach Anaconda Fight League, organizowanych w Rzgowie. Na tych wydarzeniach wygrywał kolejno przed czasem z Dawidem Gabarą pod koniec pierwszej rundy oraz z Władysławem Biłorusem w trzeciej rundzie.

### FEN
Podczas gali FEN 53: KGHM Fight Night, która odbyła się 16 marca 2024 zmierzył się z Gruzinem, Giorgim Esiavą. W trzeciej rundzie znokautował rywala kolanem na głowę.
23 listopada 2024 w walce wieczoru wydarzenia FEN 57: Rzepecki vs. Jabłoński zdobył pas mistrzowski wagi lekkiej, nokautując Marcina Jabłońskiego pod koniec trzeciej rundy. Pojedynek nagrodzono bonusem za walkę wieczoru.
21 czerwca 2025 w walce wieczoru gali FEN 59 w Lubinie, przystąpił do pierwszej obrony mistrzowskiego pasa wagi lekkiej, mierząc się z Patrykiem Duńskim. W drugiej rundzie znokautował rywala hakiem na korpus, broniąc tytułu.

## Osiągnięcia

### Mieszane sztuk walki
- Fight Exclusive Night
  - 2024: Mistrz FEN w wadze lekkiej[2]
  - Bonus za poddanie wieczoru (cztery razy) vs. Hubert Sulewski (2022)[9], Konrad Furmanek (2023)[10], Krzysztof Dobrzyński (2023)[11],  Estabili Amato (2023)
  - Bonus za nokaut wieczoru (raz) vs. Giorgi Esiava (2024)
  - Bonus za walkę wieczoru (jeden raz) vs. Marcin Jabłoński (2024)[6]

## Lista zawodowych walk w MMA
| Wynik   | Bilans | Przeciwnik (bilans przed walką) | Rozstrzygnięcie                | Runda | Czas | Rozgrywki                          | Data       | Miejsce              | Uwagi                                                                           |
| ------- | ------ | ------------------------------- | ------------------------------ | ----- | ---- | ---------------------------------- | ---------- | -------------------- | ------------------------------------------------------------------------------- |
| Wygrana | 9-0    | Patryk Duński (12-6-1)          | TKO (lewy hak na korpus)       | 2     | 2:40 | FEN 59: Rzepecki vs. Duński        | 21.06.2025 | Lubin                | Obronił pas mistrzowski FEN w wadze lekkiej. Co-Main Event                      |
| Wygrana | 8-0    | Marcin Jabłoński (12-2)         | KO (lewy sierpowy)             | 3     | 4:13 | FEN 57: Rzepecki vs. Jabłoński     | 23.11.2024 | Piotrków Trybunalski | Zdobył pas mistrzowski FEN w wadze lekkiej. Bonus za walkę wieczoru. Main Event |
| Wygrana | 7-0    | Giorgi Esiava (7-2)             | KO (kolana)                    | 3     | 4:16 | FEN 53: KGHM Fight Night           | 16.03.2024 | Lubin                | Bonus za nokaut wieczoru                                                        |
| Wygrana | 6-0    | Estabili Amato (12-6)           | Poddanie (duszenie zza pleców) | 2     | 4:52 | FEN 51: KGHM Fight Night           | 14.10.2023 | Lubin                | Bonus za poddanie wieczoru                                                      |
| Wygrana | 5-0    | Krzysztof Dobrzyński (7-5-1)    | Poddanie (duszenie brado)      | 2     | 3:14 | FEN 46: Kuberski vs. Wojciechowski | 27.05.2023 | Piła                 | Bonus za poddanie wieczoru.                                                     |
| Wygrana | 4-0    | Konrad Furmanek (5-4)           | Poddanie (duszenie zza pleców) | 2     | 4:12 | FEN 45: Tauron Fight Night Ząbki   | 11.03.2023 | Ząbki                | Bonus za poddanie wieczoru.                                                     |
| Wygrana | 3-0    | Hubert Sulewski (4-2-1)         | Poddanie (duszenie zza pleców) | 2     | 4:57 | FEN 41: Tauron Fight Night Mrągowo | 27.08.2022 | Mrągowo              | Debiut w FEN. Bonus za poddanie wieczoru.                                       |
| Wygrana | 2-0    | Władysław Biłorus (1-1)         | TKO (ciosy pięściami)          | 3     | 1:01 | Anaconda Fight League 2            | 12.03.2022 | Rzgów                | Main Event.                                                                     |
| Wygrana | 1-0    | Dawid Gabara (4-3)              | Poddanie (duszenie zza pleców) | 1     | 4:57 | Anaconda Fight League 1            | 04.12.2021 | Rzgów                | Limit umowny -68 kg. Main Event                                                 |